# بارك سونغ هي
بارك سونغ هي (الكورية: 박성희) مواليد 17 فبراير 1975 في بوسان، كوريا، هي لاعبة كرة مضرب كورية جنوبية سابقة بدأت مسيرتها كمحترفة سنة 1989 وكانت تلعب باليد اليمنى، اعتزلت اللعب في 2000. أعلى تصنيف لها في الفردي كان المركز الـ 57 في سنة 1995. أعلى تصنيف لها في الزوجي كان المركز الـ 34 في سنة 1998. سبق أن شاركت في دورة الألعاب الأولمبية الصيفية.

## روابط خارجية
- بارك سونغ هي على موقع رابطة محترفات التنس (الإنجليزية)
- بارك سونغ هي على موقع الاتحاد الدولي لكرة المضرب (الإنجليزية)
- بارك سونغ هي على موقع كأس بيلي جين كينغ (الإنجليزية)
- بارك سونغ هي على موقع خلاصة التنس.كوم (الإنجليزية)
- بارك سونغ هي على موقع أوليمبيديا (الإنجليزية)